# چاد لو کلوس
چاد لو کلوس (به انگلیسی: Chad le Clos) (زادهٔ ۱۲ آوریل ۱۹۹۲) شناگر اهل آفریقای جنوبی است.